# Falkneria camerani
Falkneria camerani е вид коремоного от семейство Helicodontidae. Видът е световно застрашен, със статут Уязвим.

## Разпространение
Разпространен е в Италия.